# Власов, Александр Анатольевич (хоккеист)
Александр Анатольевич Власов (род. 21 марта 1955) — советский хоккеист, нападающий. Украинский тренер.

## Биография
Воспитанник горьковского «Торпедо». Выступал за команды «Полёт» Горький (1973—1976), «Торпедо» Горький (1975/76, 1980/81), «Сокол» Киев (1976/77 — 1978/79), «Машиностроитель» / ШВСМ Киев (1979/80, 1981/82, 1985/86 — 1986/87),
«Дизелист» Пенза (1982/83 — 1984/85), «Лехель» (Венгрия, 1989/90 — 1991/92).
Тренер в ШВСМ (1987/88 — 1988/89). Главный тренер венгерского клуба «Уйпешт» (1998/99, до 31 декабря).